# Lúcio Genúcio Aventinense (cônsul em 303 a.C.)
Lúcio Genúcio Aventinense (em latim: Lucius Genucius Aventinensis) foi um político da gente Genúcia da República Romana eleito cônsul em 303 a.C. com Sérvio Cornélio Lêntulo.

## Família
Aventinense era o nome de uma família plebeia da gente Genúcia e seu nome era derivado do monte Aventino, o bairro romano onde viviam os plebeus. A família descendia do tribuno da plebe Cneu Genúcio, que foi assassinado em 473 a.C..

## Consulado (303 a.C.)
Foi eleito cônsul em 303 a.C. juntamente com Sérvio Cornélio Lêntulo. Durante seu mandato, 6 000 homens foram enviados a Alba, no território dos équos, e outros 4 000 a Sora, capturada dos samnitas, para fundarem colônias romanas.